# Eupithecia inquinata
Eupithecia inquinata es una especie de polilla de la familia Geometridae. La especie fue descrita por primera vez por David Stephen Fletcher habiendo sido descrita en 1950, con distribución en Etiopía. El holotipo de la especie fue descrita en los alrededores del sector Marracò, parte de la zona forestal de Nekemte, en el oeste de Etiopía.: 347  Es una polilla pequeña, con una envergadura de 20 a 24 milímetros (0,8 a 0,9 plg) y de color marrón con manchas gris oscuras en la costa del ala superior.